# Biblioteca civica Renato Bortoli
La biblioteca civica Renato Bortoli è un'istituzione pubblica culturale del comune di Schio. Inaugurata nel 1953, si è affermata come una delle più vitali ed importanti della provincia. Ha sede presso l'antico ospedale Baratto.

## Patrimonio librario e servizi
La biblioteca cerca di perseguire la sua missione ("rendere prontamente disponibile per i suoi utenti ogni genere di conoscenza e di informazione") attraverso un patrimonio di circa 180.000 unità librarie, 280 periodici, materiali audio (circa un migliaio di unità) e video, accessi a internet, un servizio di consulenza, una sezione bambini e ragazzi con circa 25.000 volumi. Conserva inoltre archivi e fondi storici di importanza locale e nazionale.

## Storia
Dalla prima metà dell'Ottocento furono attivate a Schio alcune iniziative quali il "Gabinetto di lettura", documentato a partire dal 1828, la biblioteca popolare, risalente al 1869 (ma effettivamente operativa dall'anno successivo) e accessibile non solo ai soci ma a tutti i residenti del comune; tra le varie realtà presenti a Schio tra la fine del secolo e i primi del Novecento viene documentata anche la presenza della "Biblioteca circolante", fondata nel 1873 dalla società di Mutuo Soccorso. Tra il 1928 e il 1943 fu attivata una biblioteca popolare fascista intitolata a Eleonoro Pasini, vero preludio alla attuale istituzione pubblica, questa venne chiusa nel 1943 in seguito alla occupazione tedesca. 
L'attuale biblioteca civica di Schio, costituita secondo le moderne concezioni di servizio pubblico, prende origine nell'ottobre 1953 su iniziativa del professor Renato Bortoli, cui in seguito la biblioteca sarà intitolata. Come iniziale fondo bibliografico vengono recuperati 1430 volumi provenienti dalla soppressa biblioteca popolare Pasini; i volumi vengono schedati con il metodo previsto dalla classificazione decimale Dewey (adottato a livello nazionale solo a partire dal 1958). La nuova istituzione viene intitolata nuovamente a Eleonoro Pasini e ufficialmente inaugurata il 10 dicembre del 1955, per aprire le porte al pubblico il successivo 12 dicembre. La prima sede provvisoria viene istituita presso tre locali in via Marconi. Una sede più idonea viene ben presto individuata in un palazzo di via Carducci dove venne trasferita nel 1959, per trovare la sede definitiva a partire dal 1988 nei locali attuali, sempre presso via Carducci, nel palazzo un tempo sede dell'ospedale Baratto. Nel 2001 viene intitolata a Renato Bortoli.
La biblioteca ha avuto anche due sedi staccate nelle frazioni di Poleo e Giavenale.